# لوک پری
لوک پری (به انگلیسی: Coy Luther Perry III) ( زاده ۱۱ اکتبر ۱۹۶۶ – درگذشته ۴ مارس ۲۰۱۹) هنرپیشه آمریکایی بود که با بازی در سریال بورلی هیلز، ۹۰۲۱۰ به شهرت رسید لوک پری اهل منسفیلد، اوهایو بود بعد از سریال «بورلی هیلز، ۹۰۲۱۰ » که از سال ۱۹۹۰ تا ۲۰۰۰ پخش شد، در سه فصل سریال ریوردیل ایفای نقش کرد. پری همچنین در شوهای تلویزیونی "بافی، قاتل دراکولاها" و "آز" درخشید. "هشت ثانیه" و "عنصر پنجم" از دیگر فیلم های او بود. تازه ترین نقش او در سریال موفق تلویزیونی "ریوردیل" بود. او روز چهارشنبه به دلیل سکته مغزی به بیمارستانی در لس آنجلس منتقل شد و ۵ روز بعد در سن ۵۲ سالگی در کالیفرنیا درگذشت.

## فیلم‌شناسی

### فیلم
- سوزاننده‌ها (۱۹۹۱)
- بافی قاتل خون‌آشام‌ها (۱۹۹۲)
- زندگی عادی (۱۹۹۶)
- عنصر پنجم (۱۹۹۷)
- طوفان (۱۹۹۹)
- مثلث (۲۰۰۱)
- ابرنواختر (۲۰۰۵)
- آلیس وارونه (۲۰۰۷)
- فرشته و راهزن (فیلم دوباره ساخته شده در ۲۰۰۹)
- جس استون: گمشده در پارادایس (۲۰۱۵)
- روزی روزگاری در هالیوود (۲۰۱۹)

### مجموعه تلویزیونی
- سیمپسون‌ها (۱۹۹۳)
- بورلی هیلز، ۹۰۲۱۰ (۲۰۰۰-۱۹۹۹)
- مرد خانواده (۲۰۰۰)
- ویل و گریس (۲۰۰۵)
- این رفتارت را دوست دارم (۲۰۰۵)
- ثروت بادآورده (۲۰۰۶)
- نظم و قانون: واحد قربانیان ویژه (۲۰۰۸)
- ذهن‌های مجرم (۲۰۰۸ و ۲۰۱۸)
- داستان زندگی هوپ (۲۰۱۲)
- اجتماع (۲۰۱۳)
- ریوردیل (۲۰۱۷ - ۲۰۱۹)